# Чагда (Кобяйський улус)
Чагда (рос. Чагда) — село у Кобяйському улусі Республіки Сахи Російської Федерації.
Населення становить 524 особи. Орган місцевого самоврядування — Нижилинський наслег.

## Історія
Згідно із законом від 30 листопада 2004 року органом місцевого самоврядування є Нижилинський наслег.

## Населення
| 2002 | 2010 | 2012 | 2013 | 2014 | 2015 | 2016 |
| ---- | ---- | ---- | ---- | ---- | ---- | ---- |
| 497  | ↗542 | ↘538 | ↘534 | ↘532 | ↘526 | ↘525 |
| 2017 | 2018 |      |      |      |      |      |
| ↘521 | ↗524 |      |      |      |      |      |